# گادوس
گادوس (انگلیسی: Godus) یک بازی ویدئویی به سبک بازی خدا برای سکوهای مایکروسافت ویندوز، اواس ده، لینوکس، آی‌اواس و اندروید می‌باشد که توسط شرکت مستقل ۲۲کنز توسعه یافته و به‌وسیلهٔ دی‌اِنوئه نشر پیدا کرده است. این بازی اولین بار در ۷ اوت ۲۰۱۴ منتشر شد.
شرکت توسعه‌دهنده برای ایجاد بودجه، در کیک‌استارتر یک کمپ ایجاد کردند و در ۲۰ دسامبر ۲۰۱۲ هدف ۴۵۰٬۰۰۰ یوروی خود را پشت سر گذاشتند.